# Casey Dawson
Casey Dawson (Park City, 2 augustus 2000) is een Amerikaans langebaanschaatser. Zijn specialisatie ligt op de 1500 meter. 
Dawson reed tijdens de wereldbekerwedstrijd op 5 december 2021 het wereldrecord in Salt Lake City op de ploegenachtervolging met een tijd van 3.34,47. Tijdens de Olympische Winterspelen 2022 in Peking vertegenwoordigde hij de Verenigde Staten op de 1500 meter. Hij eindigde 28e met een tijd van 1.49,45. Als gevolg van een besmetting met COVID-19 kon hij daaraan voorafgaand niet deelnemen aan de 5000 meter.
Op 25 januari 2025 verbeterde hij met 12.45,45 het nationale record van 12.55 van Chad Hedrick op de 10km, destijds gereden in 2005. Een week later verbeterde Dawson in Milwaukee het Amerikaans record van Hedrick op de 5km.

## Records

### Persoonlijke records[2]
| Afstand      | Tijd     | Datum            | Baan           |
| ------------ | -------- | ---------------- | -------------- |
| 500 meter    | 37,03    | 5 maart 2022     | Hamar          |
| 1000 meter   | 1.09,75  | 17 oktober 2020  | Salt Lake City |
| 1500 meter   | 1.43,49  | 4 december 2021  | Salt Lake City |
| 3000 meter   | 3.38,07  | 27 februari 2021 | Salt Lake City |
| 5000 meter   | 6.07,93  | 1 februari 2025  | Milwaukee      |
| 10.000 meter | 12.45,43 | 25 januari 2025  | Calgary        |

(laatst bijgewerkt: 1 februari 2025)

### Wereldrecords
| Nr. | Afstand       | Tijd      | Datum           | Baan           |
| --- | ------------- | --------- | --------------- | -------------- |
| 1.  | Achtervolging | 3.34,47*  | 5 december 2021 | Salt Lake City |
| 2.  | Achtervolging | 3.33,66** | 27 januari 2024 | Salt Lake City |

|  | = huidig wereldrecord |

* samen met Emery Lehman en Joey Mantia
** samen met Ethan Cepuran en Emery Lehman

## Resultaten
| Jaar | Olympische Spelen         | WK Afstanden                                    | WK Allround           | WK Junioren              |
| ---- | ------------------------- | ----------------------------------------------- | --------------------- | ------------------------ |
| 2018 |                           |                                                 |                       | 10e (42e, 19e, 28e, 14e) |
| 2019 |                           |                                                 |                       | 13e (51e, 13e, 38e, 14e) |
| 2020 |                           |                                                 |                       | 6e · (40e, 9e, 24e, )    |
| 2022 | 28e 1500m · achtervolging |                                                 | NC11 (9e, 11e, 9e, -) |                          |
| 2023 |                           | 16e 1500m 14e 5000m 11e 10000m 7e achtervolging |                       |                          |
| 2024 |                           | 13e 5000m 10e 10000m 4e achtervolging           |                       |                          |
| 2025 |                           | 10e 5000m · 8e 10000m · achtervolging           |                       |                          |

(#, #, #, #) = afstandspositie op juniorentoernooi (500m, 1500m, 1000m, 5000m).